# WDR83
WDR83 (англ. WD repeat domain 83) – білок, який кодується однойменним геном, розташованим у людей на короткому плечі 19-ї хромосоми. Довжина поліпептидного ланцюга білка становить 315 амінокислот, а молекулярна маса — 34 343.
| 10         |  | 20         |  | 30         |  | 40         |  | 50         |
| ---------- |  | ---------- |  | ---------- |  | ---------- |  | ---------- |
| MAFPEPKPRP |  | PELPQKRLKT |  | LDCGQGAVRA |  | VRFNVDGNYC |  | LTCGSDKTLK |
| LWNPLRGTLL |  | RTYSGHGYEV |  | LDAAGSFDNS |  | SLCSGGGDKA |  | VVLWDVASGQ |
| VVRKFRGHAG |  | KVNTVQFNEE |  | ATVILSGSID |  | SSIRCWDCRS |  | RRPEPVQTLD |
| EARDGVSSVK |  | VSDHEILAGS |  | VDGRVRRYDL |  | RMGQLFSDYV |  | GSPITCTCFS |
| RDGQCTLVSS |  | LDSTLRLLDK |  | DTGELLGEYK |  | GHKNQEYKLD |  | CCLSERDTHV |
| VSCSEDGKVF |  | FWDLVEGALA |  | LALPVGSGVV |  | QSLAYHPTEP |  | CLLTAMGGSV |
| QCWREEAYEA |  | EDGAG      |  |            |  |            |  |            |

A: Аланін

C: Цистеїн

D: Аспарагінова кислота

E: Глутамінова кислота

F: Фенілаланін

G: Гліцин

H: Гістидин

I: Ізолейцин

K: Лізин

L: Лейцин

M: Метіонін

N: Аспарагін

P: Пролін

Q: Глутамін

R: Аргінін

S: Серин

T: Треонін

V: Валін

W: Триптофан

Задіяний у таких біологічних процесах, як процесинг мРНК, сплайсинг мРНК. 
Локалізований у цитоплазмі, ядрі.